# Rekī (ort i Iran)
Rekī (persiska: ركی) är en ort i Iran.   Den ligger i provinsen Kohgiluyeh och Buyer Ahmad, i den centrala delen av landet, 500 km söder om huvudstaden Teheran. Rekī ligger 1 004 meter över havet och antalet invånare är 203.
Terrängen runt Rekī är bergig åt sydväst, men åt nordost är den kuperad.Runt Rekī är det ganska glesbefolkat, med 47 invånare per kvadratkilometer. Närmaste större samhälle är Patak-e Beygdelī, 16,0 km nordväst om Rekī. Omgivningarna runt Rekī är i huvudsak ett öppet busklandskap.